# Jushal Jan Jattak

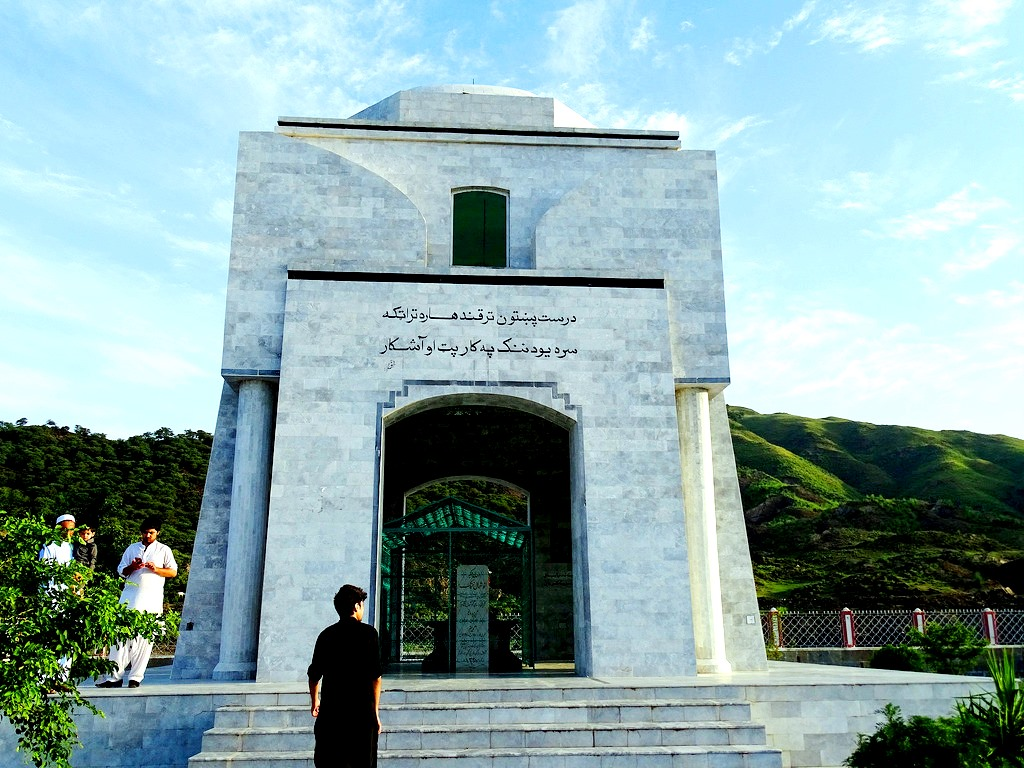
Tumba de Jushal Jan Jattak.

Jushal Jan Jattak (pashto: خوشحال خان خټک, persa: خوشحال‌خان خت) a veces transliterado del inglés Khushal Khan Khattak (Akora, Pakistán; 1613 - Dambara, Panyab, Pakistán; 25 de febrero de 1689) fue un guerrero afgano, así como también un gran poeta, y jefe tribal de la tribu Jattak. Escribió en pastún durante el reinado de los emperadores mongoles del siglo XVII, arengando a los afganos a dejar sus diferencias y unirse para recuperar el poder y la gloria que habían tenido antes. Conocido como el guerrero poeta afgano, vivió al pie de las montañas del Hindu Kush.

## Biografía
Jushal Jan nació en 1613 (1022 hijri) en Akora, localizada hoy día en el Distrito de Nowshera, en la provincia de la Frontera del Noroeste en Pakistán. Fue hijo de Shahbaz Jan, y nieto del guerrero Malik Akoray, el primer Jattak en tener amplia fama durante el reinado del rey mogol Jalaluddin Muhammad Akbar, conocido como Akbar el Grande. Durante su juventud, Jushal Jan estuvo al servicio del rey mogol, Shah Jahan. A la edad de 13 años participó en su primera batalla. En 1641, tras la muerte de su padre debido a lesiones por una batalla en contra de la tribu afgana de los Yusufzais, Shah Jehan le designó como jefe tribal y mansabdar (jefe militar). Shah Jahan también le encargó proteger el camino real de Attak, en el Indo, a Peshawar. En 1658, Aurangzeb se hace del imperio tras caer enfermo Shah Jahan. Jushal Jan siguió sirviendo al nuevo rey, sin embargo, tras un tiempo cayó en estima de Aurangzeb tras maquinaciones de los enemigos de Jushal Jan, entre los cuales se encontraban Amir Jan Shahdar, gobernador de la provincia de Kabul. Aurangzeb, tras tener sospechas, manda tomar preso a Jushal Jan y le encierra en la fortaleza de Gwaliar en Delhi, en la que permanece cautivo por 7 años. Durante este tiempo Jushal Jan escribe la mayoría de sus poemas.
Tras la recomendación de Muhabhat Jan, Aurangzeb concede la libertad a Jushal Jan, y se le permite regresar a Peshawar junto con Muhabhat Jan quien había sido designado Subah-dar de Kabul, para arreglar los problemas en el distrito de Peshawar. A su regreso, Jushal Jan rehusó asistir al gobernador de Kabul, así como a las tropas del emperador.
Tras la ruptura con las autoridades mogolas, Jushal Jan incita a los pashtos a rebelarse contra el emperador Aurangzeb. Jushal Jan mantuvo una fuerte alianza con la tribu de los Mohmands y los Afridis liderados por Emal Jan Mohmand y Darya Jan Afridi, respectivamente, con quienes encabezó una guerra contra los mogoles que duró 7 años, durante la cual los mogoles sufrieron considerables derrotas. Varias tribus afganas, desde Banu a Jalalabad, tras ver el éxito de la campaña en contra del Imperio Mogol se unieron a la confederación para expulsar a estos últimos de sus territorios. Sin embargo, la tribu de los Yusufzais no se sumó a la lucha debido a la enemistad con la tribu Jattak, aun cuando el mismo Jushal Jan había viajado hasta el valle de Suwat para pedirles su apoyo.
El emperador Aurangzeb se trasladó a escena manteniendo campamento en Attak durante dos años, pero al encontrar fuerte resistencia de los afganos, decidió seducir a las tribus con dinero provocando que se sometieran a mandato mogol. Tras la muerte Emal Jan y Darya Jan, Jushal Jan decide retirarse, entregando el liderazgo del clan a su hijo Ashraf, y dedicándose a la literatura.
Tras el retiro de Jushal Jan, sus hijos lucharon entre sí por el liderazgo de la tribu Jattak. Finalmente, su hijo Bahram, a quien Jushal Jan consideraba por sus actos como un degenerado, se hizo líder del clan en 1681 al haber hecho arrestar a su hermano Ashraf por autoridades mogolas. Ashraf fue enviado a la prisión de Bejapur, al sur de la India, donde murió tras 10 años de cautiverio. La lucha entonces continuó con Afzal Jan, hijo de Ashraf, quien apenas contando con 17 años de edad fue apoyado por Jushal Jan, pero la juventud e inexperiencia de Afzal Jan provocó que Jushal Jan interviniera permitiendo el liderazgo de Bahram del clan, dado que éste también contaba con el apoyo mogol. Jushal Jan conminó a Afzal Jan a retirarse de la lucha para así no extender el cautiverio de su padre, de esta manera, Afzal Jan se retiró con su familia a vivir en territorio Afridi. Bahram entonces encauzó su suspicacia contra Jushal Jan, intentando asesinarle y mandando en dos ocasiones a su hijo Mukarram Jan a apreserle. Sin embargo, debido al respeto que le tenían al considerarle todavía el jefe natural de la tribu Jattak, nadie pudo afrontarlo. Aun así Bahram pidió ayuda al gobernador mogol en Peshawar, pero Jushal Jan huyó al ser advertido hacia el territorio de la tribu Afridi, viajando una distancia de 140 km desde Akorrah, en donde se encontraba. Jushal Jan se asentó en territorio afridi, y nunca más regresó con los suyos.
Jushal Jan Jattak muere en Dambara, en la actual provincia de Panyab, en Pakistán, el 25 de febrero de 1689. Fue enterrado de acuerdo a su testamento manteniendo oculta su tumba para evitar que los mogoles la profanaran. Su tumba lleva la inscripción: "He tomado la espada para defender el orgullo de los afganos, soy Jushal Jattak, hombre honorable de la época."

## Obra
Su obra poética consiste en más de 45.000 poemas. Se le atribuye haber escrito más de 200 libros.
- Ayaneh (آيينه, Ayyaneh)
- El libro del halcón (بازنامه, Baznama)
- Hadayeh (هدايه,Hadayeh)
- El libro de Fazal (فضل نامه, Fazal nama)
- El libro de Faroj (فرخنامه, Faroj nama)
- El libro de Swat (سوات نامه, Swatnama)
- El cuerpo apropiado (صحت البدن, Saħat alkadan)

- Datos: Q83794
- Multimedia: Khushal Khan Khattak / Q83794